# Социалистическо право
Социалистическото право е официалното название на правната система, използвано в страните с комунистическо управление, например от бившия СССР, страните на СИВ, и днес в Китай (макар и с известни изменения). Тази правна система е базирана на гражданското право, с основни модификации и допълнения от марксистко-ленинистката идеология. Съществуват противоречия дали социалистическото право изобщо е съставлявало отделна правна система или не. Ако да, то преди Студената война, социалистическото право ще бъде изброено сред основните правни системи по света. Все пак много съвременни наблюдатели не смятат социалистическото право за правна система сама по себе си, основно заради приликите му с гражданските правни системи и заради факта, че не е толкова широко разпространено като употреба, след падането на комунизма в страните от съветския блок.

## Система и история на правото в бившия Съветски съюз
Правото на бившите социалистически страни съществува в рамките на наследената континентална правна система. До образуването на СССР правната система на Руската империя осигурява в нужната степен на обществото правосъдие, при това от съвременен за времето си тип. Юриспруденцията в Русия се изгражда през втората половина на ХІХ век, а след съдебната реформа от 1864 г. е създадена и професионална адвокатура. Руската правна система е пандектна с акцент върху публичното право по римски тертип. На местно ниво гражданските спорове се решавали от общински (мирови) съдилища, а правораздаването се осъществявало като цяло от неюристи поради липсата на обучени и подготвени кадри за тази цел.
След Октомврийската революция в бившия СССР до 1936 г. не може да се говори за функционираща система на правото, а страната се управлявала с декрети, като съдебните функции се осъществявяли от зависими от държавната власт партийни функционери. На старите „царски“ юристи новата съветска власт гледала с недоверие, а „старите съдилища“ и съдебни процедури били унищожени. Заменилите ги съветски съдилища взимали решения извън всякакви формални процедури, и „в съответствие с революционната съвест и правосъзнание, в интерес на властта на работниците и селяните“.
До 1928 г. в СССР са приети Граждански, Гражданскопроцесуален, Наказателен, Наказателнопроцесуален и Земеделски кодекс, както и Кодекс на закона за семейството. Била създадена и прокуратура от „нов съветски тип“, най-вече със съдействието на стари кадри като Андрей Вишински. На новата „съветска прокуратура“ било вменено задължение по осъществане на общ надзор за законност. Прави впечатление значителното „идеологическо отстъпление“ в системата на правото в СССР, поради потребността да бъдат регулирани по задоволителен начин за властта в страната обществените отношения. Естествено това се обяснявало като постижения на новото „социалистическо право“ и с идеологически клишета, а реално се надграждала старата правна система съществуваща още от „царско време“.
Правото в Съветския съюз, като правило следвало идеологията. Правото по идеологически съображения, не било на почит в СССР и отстъпило място като приоритет в управлението на държавата на икономиката. От края на 20-те и през 30-те години в Съветския съюз била осъществена колективизация в селското стопанство и се пристъпило към изпълнение на петилетни планове, наречени петилетки. Тази „социалистическа икономизация“ на обществените отношения не била нормативно уредена. По този начин социалистическото право било опорочено и се наложило да се „узакони“ новия икономически ред посредством нова Съветска конституция от 1936 г., като през този период правните норми следвали, а не предхождали обществените отношения. Под формата на правни норми в новата Съветска конституция, сталинистката власт закрепила редица идеологически клишета, сред които били ликвидацията на експлоатацията на човек от човека, производителните сили се поставяли в разпореждане на обществото, многонационалната съветска държава се счело, че е разрешила конфликтите между народите, като и за първи път в света според тази нова съветска конституция била създадена и закрепена правно социалистическата държава със социалистическата правна система. Съветското социалистическо право въвело непознати в правото правни институти и предмети - държавен арбитраж и стопанско право, които отразявали комунистическото идеологическо схващане, че споровете между социалистически организации от „нов тип“ не могат да се решават от общите съдилища. Тези нововъведения били продиктувани от идеологически съображения - господствало по това време схващането от марксистко-ленинската идеологическа концепция, че правото било отмиращ и буржоазен институт по пътя към комунизма, но все пак още необходим за съветското общество на онзи етап на развитие.
Въпреки запазената пандектна основа, правото в Съветския съюз се характеризира с императивен характер и с пълно отсъствие на естественото право в юриспруденцията по съветско време.
За върховенство на закона, въпреки пропагандирания от съветската власт принцип на законност не може да се говори, понеже в системата на правото в Съветския съюз и в бившите т.нар. социалистически страни бил в сила принципа за единство, а не за разделение на властите, т.е. цялата власт произтичала от народа, но се осъществявала от господстващите в тези страни комунистически и подобни партии.

## Структура на съветското и социалистическото право
Социалистическото, и в частност съветското право, запазва основата на континенталната правна система концептуално със съществуващите правни норми, доближавайки се по този начин до другите системи на правото в останалите европейски страни без Великобритания. Повечето от старите правни институти също били съхранени, въпреки модификацията им, като върху първоосновата им се надграждало. От правния корпус са извадени някои предмети във връзка с промяната в обществените отношения - като търговското право. Въведени са и някои изцяло нови и непознати за правната теория институти като социалистическа собственост.

## Промяна в правните системи на бившите социалистически страни
След падането на комунистическите режими в бившите социалистически страни настъпват промени и в системата на правото.
Въпреки опазеното обективно и позитивно право в бившите социалистически страни, системата на т.нар. социалистическо право след настъпилите геополитически промени в света се ориентира към търсене на изгубените си корени бавно, понеже правото с неговата система по принцип са твърде консервативни величини. Социалното развитие и променените обществени отношения през т.нар. социалистически период в бившите страни от Съветския блок дават голямо отражение върху съществувалите в минал период правни системи и системи на правото във всяко едно отношение. Това е доловимо и е най-съществено върху нивото на правна култура на населението, и в частност върху правното съзнание на изградилите се магистрати в обществена среда с господствала марксистко-ленинска идеология. Това е основно предизвикателство за върховенството на правото в страните от т.нар Нова Европа и в бившите съветски републики.